# Terraplistes erawan
Terraplistes erawan är en insektsart som beskrevs av Sigfrid Ingrisch 2006. Terraplistes erawan ingår i släktet Terraplistes och familjen Mogoplistidae. Inga underarter finns listade i Catalogue of Life.